# 沙布庫斯薩拉村
沙布庫斯薩拉村（波斯語：شبخوس سرا），是伊朗吉兰省阿姆拉什县兰库区沙布庫斯拉特鄉的一个村。2006年人口普查顯示該村人口为121人，分佈在32个家庭中。